# Adscita jordani
Adscita jordani ist ein Schmetterling aus der Familie der Widderchen (Zygaenidae). Das Artepitheton jordani ehrt den Entomologen Karl Jordan, dessen genitalmorphologische Untersuchungen dem Erstbeschreiber die Bestimmung der Arten der Gattung Adscita ermöglichten.

## Merkmale
Die Falter erreichen eine Vorderflügellänge von 10,0 bis 11,5 Millimeter bei den Männchen und 10,0 bis 11,0 Millimeter bei den Weibchen. Kopf, Thorax und Beine sind behaart und goldgrün oder kupfergrün gefärbt. Das goldgrüne Abdomen ist lang und hat ein stumpfes Ende. Die Fühler sind sehr kurz und schimmern bläulich grün. Sie bestehen aus 33 bis 35 Segmenten. Die Kammzähne der letzten sechs bis sieben Segmente sind zu gezähnten Plättchen verwachsen. Die Vorderflügeloberseite ist leicht transluzent und schimmert hellgrün oder goldgrün, manchmal ist ein schwacher bläulicher Schimmer vorhanden. Die Hinterflügeloberseite und die Flügelunterseiten sind dunkelgrau.
Bei den Männchen sind die Valven stark sklerotisiert und haben distal einen großen, ventral gelegenen, dornartigen Prozessus. Dieser ist nach innen rechtwinklig abgebogen. Der Aedeagus ist kräftig und hat einen kurzen, schlanken Cornutus. Das 8. Abdominalsternit bedeckt nur die hintere Hälfte des Segments.
Bei den Weibchen ist der Ductus bursae schmal und nur schwach sklerotisiert. Das Corpus bursae ist kugelförmig. Das stark sklerotisierte 9. Sternit ist rechteckförmig und umschließt das nahezu unsklerotisierte Ostium.

### Ähnliche Arten
Adscita statices ist größer, hat breitere Vorderflügel und längere Fühler. Die ähnliche Art kommt in der Mitte und im Süden Spaniens nicht vor. 
Adscita geryon und Adscita bolivari sind etwas kleiner und haben schmalere und dichter beschuppte Flügel. Die Vorderflügeloberseiten schimmern intensiver. Die beiden ähnlichen Arten kommen an vielen Orten sympatrisch mit A. jordani vor, sie fliegen aber etwa einen Monat später.
Adscita schmidti ist größer und viel dunkler. Die Bestimmung anhand äußerer Merkmale muss durch eine Genitaluntersuchung überprüft werden.

## Verbreitung
Adscita jordani kommt in Portugal und Spanien (mit Ausnahme des Nordostens und der Pyrenäen) vor. Die Art besiedelt feuchte Graslandschaften in 400 bis 2000 Meter Höhe.

## Biologie
Über die Biologie der Art ist gegenwärtig nichts bekannt. Die Falter fliegen von April (im Flachland) bis August (im Kalkstein-Massiv Picos de Europa).